# Elezioni generali in Tunisia del 1994
Le elezioni generali in Tunisia del 1994 si tennero il 20 marzo per l'elezione del Presidente e dei membri del Parlamento.

## Risultati

### Elezioni presidenziali
- Le elezioni presidenziali si svolsero con un unico candidato.

| Candidati               | Liste                                     | Voti      | %      |
| ----------------------- | ----------------------------------------- | --------- | ------ |
| Zine El-Abidine Ben Ali | Raggruppamento Costituzionale Democratico | 2.987.375 | 100,00 |
| Totale                  | Totale                                    | 2.987.375 |        |

### Elezioni parlamentari
| Liste                                     | Voti      | %     | Seggi |
| ----------------------------------------- | --------- | ----- | ----- |
| Raggruppamento Costituzionale Democratico | 2 768 667 | 97,73 | 144   |
| Movimento dei Democratici Socialisti      | 30 660    | 1,08  | 10    |
| Movimento per il Rinnovamento             | 11 299    | 0,40  | 4     |
| Unione Democratica Unionista              | 9 152     | 0,32  | 3     |
| Partito dell'Unità Popolare               | 8 391     | 0,30  | 2     |
| Partito Social Liberale                   | 1 892     | 0,07  | –     |
| Assemblea Socialista Progressista         | 1 749     | 0,06  | –     |
| Indipendenti                              | 1 061     | 0,04  | –     |
| Totale                                    | 2 832 871 | 100   | 163   |